# 広島県道260号福山港松浜線
広島県道260号福山港松浜線（ひろしまけんどう260ごう ふくやまこうまつはません）は、広島県福山市を通る一般県道である。

## 概要
福山市一文字町から福山市松浜町2丁目に至る。

### 路線データ
- 起点：福山市一文字町（福山港）
- 終点：福山市松浜町2丁目（松浜町2丁目北交差点、広島県道22号福山鞆線交点）
- 総延長：4.0 km

## 歴史
- 1975年（昭和50年）2月4日 - 広島県告示第104号により認定される。

## 路線状況
全線の上下2車線化が済んでいる上、案内標識や県道標識も比較的整備されている。起点が少々分かりにくいのが難点。

### 道路施設

#### 橋梁
- 四ツ樋橋（福山市）

## 地理

### 通過する自治体
- 福山市

### 交差する道路
| 交差する道路            | 交差する場所 | 交差する場所               |
| ----------------------- | ------------ | -------------------------- |
| 広島県道380号水呑手城線 | 曙町2丁目    | 入江大橋南詰交差点         |
| 広島県道22号福山鞆線    | 松浜町2丁目  | 松浜町2丁目北交差点 / 終点 |

### 沿線
- 福山港
- 福山市新浜浄化センター
- 福山市立大学
- ふくやま芸術文化ホール（リーデンローズ）